# Synalpheus bannerorum
Synalpheus bannerorum is een garnalensoort uit de familie van de Alpheidae. De wetenschappelijke naam van de soort is voor het eerst geldig gepubliceerd in 1975 door Abele.